# Flora Isabel MacDonald
Flora Isabel MacDonald, PC, CC, O.Ont, ONS (* 3. Juni 1926 in North Sydney, Nova Scotia; † 26. Juli 2015 in Ottawa, Ontario) war eine kanadische Politikerin.

## Leben
Nach der Schulausbildung wurde Flora Isabel MacDonald Mitarbeiterin der Progressiv-konservativen Partei Kanadas (PC) und war zunächst Sekretärin in der Parteizentrale, ehe sie bald darauf als Exekutivdirektorin das operative Zentrum der Partei leitete. 1965 stellte sie sich auf die Seite der Gegner des Parteivorsitzenden und ehemaligen Premierminister John Diefenbaker und wurde aus dem Grund von diesem 1966 entlassen.
Bei der Wahl 1972 wurde sie selbst erstmals zur Abgeordneten des Unterhauses (House of Commons) gewählt und vertrat dort den Wahlkreis Kingston and the Islands. MacDonald, die sich insbesondere mit Fragen der Außenpolitik beschäftigte, war 1972 auch erste weibliche Absolventin der Nationalen Verteidigungsakademie (National Defence College).
Nach dem Rücktritt von Robert Stanfield kandidierte sie im Februar 1976 für das Amt der Vorsitzenden der PC und führte im Vorfeld des Parteitages einen populistischen Wahlkampf, in dem sie ihre Anhänger unter anderem darum bat, sie jeweils mit einem Dollar zu unterstützen. Nach ihrer Niederlage im zweiten Wahlgang bat sie dann ihre Anhänger um Unterstützung von Joe Clark, der im dritten Wahlgang dann zum Vorsitzenden der PC gewählt wurde.
Nachdem Clark nach der Unterhauswahl im Mai 1979 Premierminister einer Minderheitsregierung wurde, wurde sie von Clark zur Außenministerin (Secretary of State for External Affairs) und damit zur ersten Frau auf einem Kabinettsposten von dieser Bedeutung berufen. Dabei erwies sie sich als sehr geeignet für dieses Amt und wurde insbesondere wegen ihres konsequenten Auftretens gegenüber der Regierung von Vietnam während des Internationalen Treffens über die Problematik der Vietnamflüchtlinge (Boatpeople) in Genf im Juli 1979 von anderen Delegierten gelobt.
Als Clark bei der vorgezogenen Unterhauswahl im Februar 1980 eine Niederlage erlitt, schied sie aus dem Kabinett aus, nachdem Pierre Trudeau von der Liberalen Partei Kanadas am 3. März 1979 Premierminister wurde.
Nach dem Wahlsieg der PC bei der Wahl 1984 wurde sie von Premierminister Brian Mulroney im September 1984 zunächst als Ministerin für Arbeit und Einwanderung (Minister of Employment and Immigration) in dessen Kabinett berufen. Im Rahmen einer Kabinettsumbildung übernahm sie dann im Juni 1986 das Amt der Kommunikationsministerin ( Minister of Communications) und bekleidete dieses bis Dezember 1988. Im selben Jahr verlor sie ihr Mandat bei der Unterhauswahl 1988 und schied aus der Politik aus, war jedoch zeitweise Präsidentin der Weltföderalisten (WFM) von Kanada sowie anderer Organisationen.
Für ihre Verdienste wurde ihr 1993 der Order of Canada verliehen sowie 1999 die Würde eines Companion des Order of Canada. 1999 erhielt sie darüber hinaus die Pearson Peace Medal, die jährlich von der United Nations Association in Kanada verliehen wird. 2003 erhielt sie die Ehrendoktorwürde der Saint Mary’s University Halifax.